# Hibernians FC
FC Hibernians este un club de fotbal din Paola, Malta.

## Lotul sezonului
<...>

## Titluri
- Prima Ligă Malteză:

Campioni ( 13 ):
1960/61, 1966/67, 1968/69, 1978/79, 1980/81, 1981/82, 1993/94, 1994/95, 2001/02, 2008/09, 2014/15, 2016/17, 2021/22
- Cupa Maltei:

Campioni ( 8 ):
1961/62, 1969/70, 1970/71, 1979/80, 1981/82, 1997/98, 2005/06, 2006/07
- Supercupa Maltei:                        2

Campioni ( 2 ):
1993/94, 2007/2008

## Premiul pentru Fotbalistul Anului

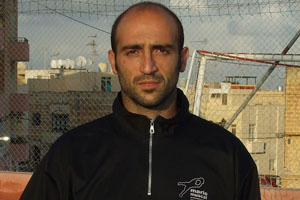
Mario Muscat

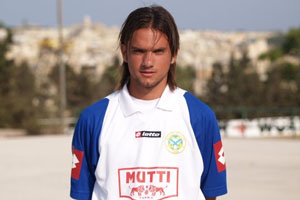
André Schembri

| Nume                 | Sezon   |
| -------------------- | ------- |
| Louis Theobald       | 1959/60 |
| Eddie Theobald       | 1966/67 |
| John Privitera       | 1968/69 |
| Eddie Theobald       | 1970/71 |
| Ġużi Xuereb          | 1978/79 |
| Norman Buttigieg     | 1979/80 |
| Ernest Spiteri Gonzi | 1981/82 |
| Charles Scerri       | 1988/89 |
| Michael Woods        | 1994/95 |
| Mario Muscat         | 1997/98 |
| Adrian Mifsud        | 2001/02 |
| Andrew Cohen         | 2004/05 |
| Andrew Cohen         | 2005/06 |
| Clayton Failla       | 2008/09 |

## Jucători Notabili
|  | - Edmond Agius - Julio Alcorsé - Lawrence Attard - Edward Azzopardi - Roderick Baldacchino - John Bonello - Norman Buttigieg - David Camilleri - Edwin Camilleri - David Carabott | - Ndubisi Chukunyere - Freddie Church - Adrian Ciantar - Andrew Cohen - Brian Crawley - Robert Docherty - Haruna Doda - Pablo Doffo - Clayton Failla - George Lawrence | - Edmond Lufi - Stanley Matthews - Essien Mbong - Adrian Mifsud - Alan Mifsud - Miguel Mifsud - Freddie Mizzi - Mario Muscat - Branko Nisevic - Chidoze Nwankwo | - Udo Nwoko - Cesar Paiber - Jonathan Pearson - Johnnie Privitera - Adrian Pulis - Peter Pullicino - Charles Scerri - Terence Scerri - André Schembri - Michael Spiteri | - Ernest Spiteri Gonzi - Stefan Sultana - Eddie Theobald - Louis Theobald - Silvio Vella - Roger Walker - Michael Woods - Aaron Xuereb - Ġużi Xuereb - Karl Zacchau - Antoine Zahra |

## Președinții Clubului
| Nume                    | Ani                             |
| ----------------------- | ------------------------------- |
| William E. Griffiths    | 1927-1930                       |
| Carmelo Gauci           | 1930-1936                       |
| Charles Tonna           | 1936-1937                       |
| Capt. Seraphin Xuereb   | 1945-1947, 1950-1951, 1957-1958 |
| Dr. Joseph Cassar Galea | 1947                            |
| Luigi Flamini           | 1947-1948                       |
| Angelo Boffa            | 1948-1950                       |
| Carmelo Debattista      | 1951-1952                       |
| Remiġ Farrugia          | 1952-1954                       |
| Carmelo Falzon          | 1954-1955, 1958-1959            |
| Charles Lyons           | 1955-1956                       |
| Anthony Mallia          | 1956-1957                       |
| Carmelo Baluci          | 1959-1965                       |
| Anthony Sammut          | 1965-1968                       |
| Lawrence Xuereb         | 1968-1978                       |
| Tony Bezzina            | 1978-prezent                    |

## Antrenori
| Nume                                  | Națonalitate | Anii      |
| ------------------------------------- | ------------ | --------- |
| Querolo                               | Malta        | 1927-1928 |
| Thornton                              | Anglia       | 1933-36   |
| Sima                                  | Portugalia   | 1936-1947 |
| Rogantin Pisani                       | Malta        | 1947-1948 |
| Stone                                 | Anglia       | 1948-1949 |
| Vincent Friggieri                     | Malta        | 1949-1950 |
| Ambrose Cane                          | Anglia       | 1950-1951 |
| T. Howard                             | Anglia       | 1951-1952 |
| Victor Portelli                       | Malta        | 1952-1957 |
| Salvu Cuschieri                       | Malta        | 1957-1959 |
| Thomas Smith                          | Anglia       | 1959-1960 |
| Salvu Cuschieri                       | Malta        | 1960-1962 |
| J.W. Davison / Freddie Church         | /            | 1962-1963 |
| Joe Griffiths                         | Malta        | 1963-1964 |
| Fr. Hillary Tagliaferro               | Malta        | 1964-1966 |
| Lino Bugeja                           | Malta        | 1966-1967 |
| Fr. Hillary Tagliaferro / Lino Bugeja | Malta        | 1967-1968 |
| Fr. Hillary Tagliaferro / Lino Bugeja | Malta        | 1968-1969 |
| Fr. Hillary Tagliaferro / Lino Bugeja | Malta        | 1969-1970 |

| Name                          | Nationality | Years        |
| ----------------------------- | ----------- | ------------ |
| Stanley Matthews / Joe Attard | /           | 1970-1971    |
| Roberts / Johnnie Privitera   | /           | 1971-1972    |
| Johnnie Calleja / Teesdale    | /           | 1972-1973    |
| Johnnie Calleja               | Malta       | 1973-1977    |
| George Busuttil               | Malta       | 1977-1979    |
| Joe Attard                    | Malta       | 1979-1981    |
| Eddie Theobald                | Malta       | 1981-1982    |
| Johnnie Calleja               | Malta       | 1982-1983    |
| Paul Farrugia                 | Malta       | 1983-1984    |
| George Busuttil / Ivan Sockor | /           | 1984-1985    |
| Alfred Cutajar                | Malta       | 1985-1987    |
| Terenzio Polverini            | Italia      | 1987-1988    |
| Edward Darmanin               | Malta       | 1988-1989    |
| Joe Cilia                     | Malta       | 1989-1992    |
| Lawrence Borg                 | Malta       | 1992-1993    |
| Brian Talbot                  | Anglia      | 1993-1996    |
| Mark Miller                   | Anglia      | 1996-1999    |
| Robert Gatt                   | Malta       | 1999-2008    |
| Mark Miller                   | Anglia      | 2008-prezent |